# Jatobá (Pernambuco)
Jatobá is een gemeente in de Braziliaanse deelstaat Pernambuco. De gemeente telt 14.452 inwoners (schatting 2009).